# Henry Alford
Henry Alford född 1810 och död 1871, var domprost i Canterbury. Han var teolog, präst och psalmförfattare, och är bland annat representerad i Svenska Missionsförbundets Sångbok 1920 (SMF1920)
Alford utgav 1841–1861 Nya testamentet på grekiska i 44 band, den första upplagan i England med vetenskaplig apparat, och startade 1866 Contemporary review.
I The English Hymnal with Tunes var han representerad med fem hymner 1933: The highest and the holiest place (nr 210), Saints of God! Lo, Jesu's people (nr 239), In token that thou shalt not fear (nr 337), Ten thousand times ten thousand (nr 486) samt Forward! be our watchword (nr 642).

## Psalmer
- Pris ske Gud, vår bön är hörd (SMF 1920 nr 695), översatt till svenska av Erik Nyström.